# 윌리엄 헨리

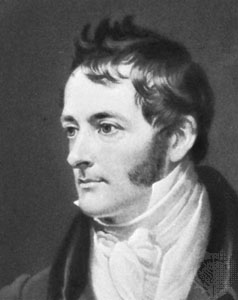
윌리엄 헨리의 초상화

윌리엄 헨리(William Henry, 1774년 12월 12일~1836년 9월 2일)는 영국의 화학자·약학자이다.
에든버러 대학교에서 의학을 공부하고 맨체스터에서 잠시 의사로 일하였다. 그 후 화학 연구에 전념하여 왕립 화학 연구소에 근무하며 기체에 관한 실험을 통해 1800년 《염소 가스 취급법》을 간행하였다. 1803년 물에 대한 기체의 용해도는 그 기체의 압력에 비례한다고 하는 '헨리의 법칙'을 발견하였다.